# Ronald Curry (giocatore di football americano)
Ronald Antonio Curry (Hampton, 28 maggio 1979) è un giocatore di football americano statunitense.

## Nella NFL
Scelto al draft dagli Oakland Raiders, nella stagione 2002 ha giocato una partita con 3 ritorni per 68 yard su kickoff subendo anche un fumble e perdendolo.
Nella stagione 2003 ha giocato 16 partite di cui 2 da titolare ricevendo 5 volte per 31 yard ed 1 corsa per 0 yard.
Nella stagione 2004 ha giocato 12 partite di cui 3 da titolare ricevendo 50 volte per 679 yard con 6 touchdown e un fumble, poi recuperato; inoltre 4 ritorni per 63 yard su kick off e 1 corsa perdendo 3 yard. Infine ha lanciato una volta ma il passaggio è stato incompleto.
Nella stagione 2005 ha giocato 2 sole partite ricevendo 2 volte per 12 yard.
Nella stagione 2006 ha giocato 16 partite di cui 4 da titolare ricevendo 62 volte per 727 yard con un touchdown. Poi una corsa per 4 yard e 2 lanci di cui uno ha subito l'intercetto e l'altro è stato incompleto.
Nella stagione 2007 ha giocato 16 partite di cui 13 da titolare ricevendo 55 volte per 717 yard con 4 touchdown ed una corsa per una yard. Inoltre ha lanciato una volta ma incompleto è stato il suo passaggio.
Nella stagione 2008 è diventato il 2º wide receiver di destra della squadra, ha giocato 13 partite di cui 10 da titolare ricevendo 19 volte per 181 yard con 2 touchdown, una corsa per una yard ed infine un tackle da solo.
Il 18 febbraio 2009 è stato svincolato dai Raiders.
Il 16 aprile 2009 ha firmato con i Detroit Lions, ma il 22 luglio è stato ceduto ai Los Angeles Rams in cambio del defensive tackle Oren Harris. Il 5 settembre è stato svincolato dai Rams.